# Миклашевский, Михаил Андреевич
Михаил Андреевич Миклашевский (укр. Михайло Андрійович Миклашевський; ок. 1640 — 19 марта 1706) — стародубский полковник, генеральный хорунжий, генеральный есаул Войска Запорожского.

## Биография
Выходец с правого берега Днепра. Сын реестрового казака Чигиринской сотни Андрушко Миклашенко и шляхтянки, дочери атамана городового черниговского Станислава Кохановского. В 1671 году — войсковой товарищ, с 1675 года — глуховский городской атаман, войсковой товарищ гетмана Самойловича (1677), в 1679-82 гг. — нежинский полковой есаул. В 1672 году по универсалу генерального обозного Петра Забелы получил село Зазирки.
Получил от гетмана Ивана Мазепы именным универсалом имение Волокитино на реке Клевень, недалеко от Путивля. Владея обширными имениями, развивал в них ремёсла и мануфактуры, не скупился на украшение храмов. В частности, основал и отстроил Николаевский монастырь в Каташине (ныне Брянской области).
С 1682 года — генеральный хорунжий, а с 1683 года — генеральный есаул. С конца 1689 года — стародубский полковник и царский стольник.
Миклашевский принадлежал к старшинской оппозиции, которая выступала против официальной политики гетмана Ивана Мазепы.
В 1702 году в ходе домашней войны в ВКЛ участвовал в осаде Быхова на стороне антисапегской коалиции (Радзивиллы, Вишневецкие, Пацы и Огинские).
В 1703 году вёл тайные переговоры с литовско-польскими политиками про возможность вхождения Украины третьим равноправным членом Речи Посполитой на условиях Гадячского договора 1658 года. 19 марта 1706 года убит в стычке со шведами под Несвижем.
На его деньги в 1696—1701 гг. был построен собор Святого Георгия в Выдубецком монастыре в Киеве, где он и погребён. Сохранился его портрет, написанный для монастыря.

## Семья
Жены:
- Рубан Евдокия Данилова, дочь глуховского сотника (1671 год), убитого под Чигирином.
- Швейковская Анна Владимировна, смоленская шляхтичка.
- Сын Степан — в 1716 году упомянут, как знатный войсковой товарищ. Участвовал в Гилярском походе. По поручению гетмана Апостола ездил в 1729 году в Москву. 16 декабря 1710 года гетман Скоропадский утвердил за ним в Глуховской сотне села Кочерги, Воргол и Зазирки. Жил в селе Воргле. Умер в 1750 году.